# Lolong (Nagawutung)
Lolong is een bestuurslaag in het regentschap Lembata van de provincie Oost-Nusa Tenggara, Indonesië. Lolong telt 226 inwoners (volkstelling 2010).